# Bitwa pod Villaviciosą (1710)
Bitwa pod Villaviciosą – starcie zbrojne w prowincji Guadalajara, które miało miejsce 10 grudnia 1710 podczas hiszpańskiej wojny sukcesyjnej.

## Wprowadzenie
Po zwycięstwach odniesionych pod Almenar (27 lipca) i pod Saragossą (20 sierpnia) wojska sprzymierzonych wspierające Karola Habsburga po raz drugi zdobyły Madryt, do którego arcyksiążę wkroczył 21 sierpnia. Jednakże inwazja z 1710 r. okazała się powtórką poprzedniej, z 1706 roku. Licząca 23 000 żołnierzy armia sprzymierzonych pomniejszona została o 2 000 wskutek strat poniesionych w ostatnich dwóch bitwach; kolejne straty wynikły z ciągłych utarczek z partyzantką hiszpańską. Ponadto wbrew oczekiwaniom zawiedli ze wsparciem Portugalczycy.

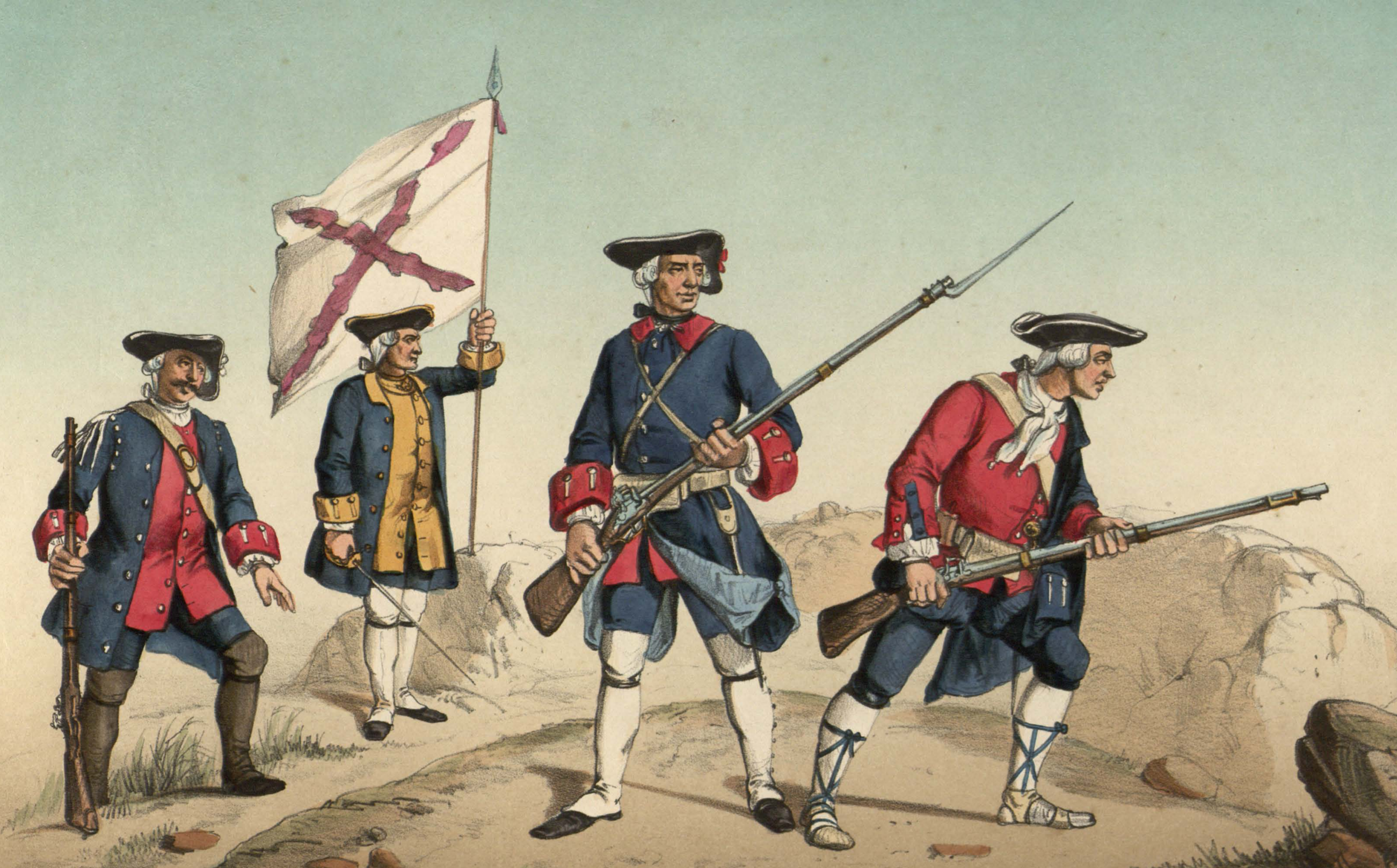
Hiszpańska lekka piechota i milicje prowincjonalne

Tymczasem siły hiszpańskie zostały zreorganizowane przez marszałka ks. de Vendôme. Nie mogąc utrzymać się w stolicy i jej rejonie, sprzymierzeni ostatecznie rozpoczęli odwrót do Katalonii. Sam arcyksiążę 9 listopada opuścił Madryt zabierając ze sobą 2 000 kawalerii i jako pierwszy pospiesznie wycofał się do Barcelony, do której dotarł 15 grudnia. 4 grudnia ze stolicy odeszły pozostałe wojska koalicyjne, w ślad za którymi podążało 30 000 Francuzów i Hiszpanów marszałka Vendôme. Ze względu na trudności z zaprowiantowaniem sprzymierzeni podjęli ten długi marsz rozdzieleni na kilka części. Naczelny dowódca wojsk cesarskich w Hiszpanii – generał hr. Guido von Starhemberg, z główną siłą (w 2 kolumnach) liczącą 12 000 ludzi, znajdował się o dzień drogi marszu przed 5-tysięczną kolumną wojsk angielsko-holenderskich pod wodzą lorda Stanhope, która w trakcie marszu także rozbiła się na dwoje. 
Podczas przemarszu przez terytorium nieprzyjacielskie oddziały sprzymierzonych nieustannie atakowane były przez oddziałki partyzanckie zorganizowane przez José de Vallejo i Feliciano Bracamonte, złożone z członków lokalnych milicji. Uwzględniając tę sytuację zagrożenia oraz korzystne rozczłonkowanie sił nieprzyjaciela, Vendôme postanowił wykorzystać okazję: dopadając niespodziewanie Anglików, 9 grudnia zniszczył ich siły pod Brihuegą przed nadejściem wezwanych przez nich posiłków.

## Działania poprzedzające

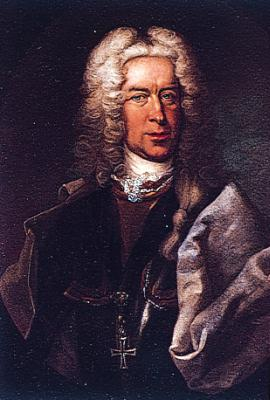
Głównodowodzący hr. Guido von Starhemberg

Starhemberg, do którego późno dotarła wiadomość o rozpaczliwym położeniu sojuszników, pomaszerował na pomoc z Cifuentes. Następnego dnia dotarł do Villaviciosy nad Tajuñą, ok. 4 km od Brihuegi i tam natknął się na siły Vendôme'a. Stanął w szyku, ale wobec liczebnej przewagi nieprzyjaciela zdecydował się odczekać do zmroku i wycofać bez walki. Na lewym skrzydle miał oddziały palatynackie gen. Wetzela oraz kawalerię portugalską i katalońską dowodzoną przez gen. Frankenberga. Środek stanowiło 8 000 piechoty (włącznie z gwardią) pod komendą Antonio de Villarroela i hr. Atalaya. Po prawej stronie stały oddziały samego Starhemberga, a wzdłuż całego frontu rozmieszczono 20 armat i 2 moździerze.
Tymczasem przeciwnik, do którego rankiem 10 grudnia podciągnęły pozostałe oddziały z samym Filipem Burbonem, również przyjął szyk dwuliniowy. Wojska francusko-hiszpańskie zajęły naprzeciw pozycję z opartym o gaj oliwny lewym skrzydłem dowodzonym przez Vendôme'a i księcia Aguilar, centrum wypełnionym piechotą hr. La Torre i z prawą flanką opartą o wąwóz, gdzie znajdował się Filip V z dowodzącym tam markizem Valdecañas.

## Bitwa
Po południu (ok. 13:00) Vendôme otworzył ogień, wysuwając w centrum 6-działową baterię, i po godzinnym przygotowaniu artyleryjskim zdecydowanie natarł prawym skrzydłem na nieprzyjaciela. Jego jazda rozbiła go z lewej strony, głęboko wchodząc w szyki złożone z niedoświadczonych rekrutów (bisoñas), i po zdobyciu armat rozproszyła oddziały przeciwnika, zawzięcie ścigając je w kierunku Cifuentes. Tymczasem czołowe oddziały Villarroela uderzyły na odsłonięte z flanki centrum sił burbońskich, które pod silnym naporem zmuszone pod silnym naporem powstrzymanym dopiero odwodami. Kiedy cofało się centrum, na lewym skrzydle Aguilar rzucił do ataku szwadrony jazdy przeciwko oddziałom dowodzonym osobiście przez Starhemberga i składającym się z grenadierów i najlepszej kawalerii przeciwnika. Nie mogąc powstrzymać tego ataku, przeciwnik ratował się domknięciem swej flanki do silnego centrum spychającego właśnie siły Vendôme'a, które skutecznie go wsparło ratując sytuację. 

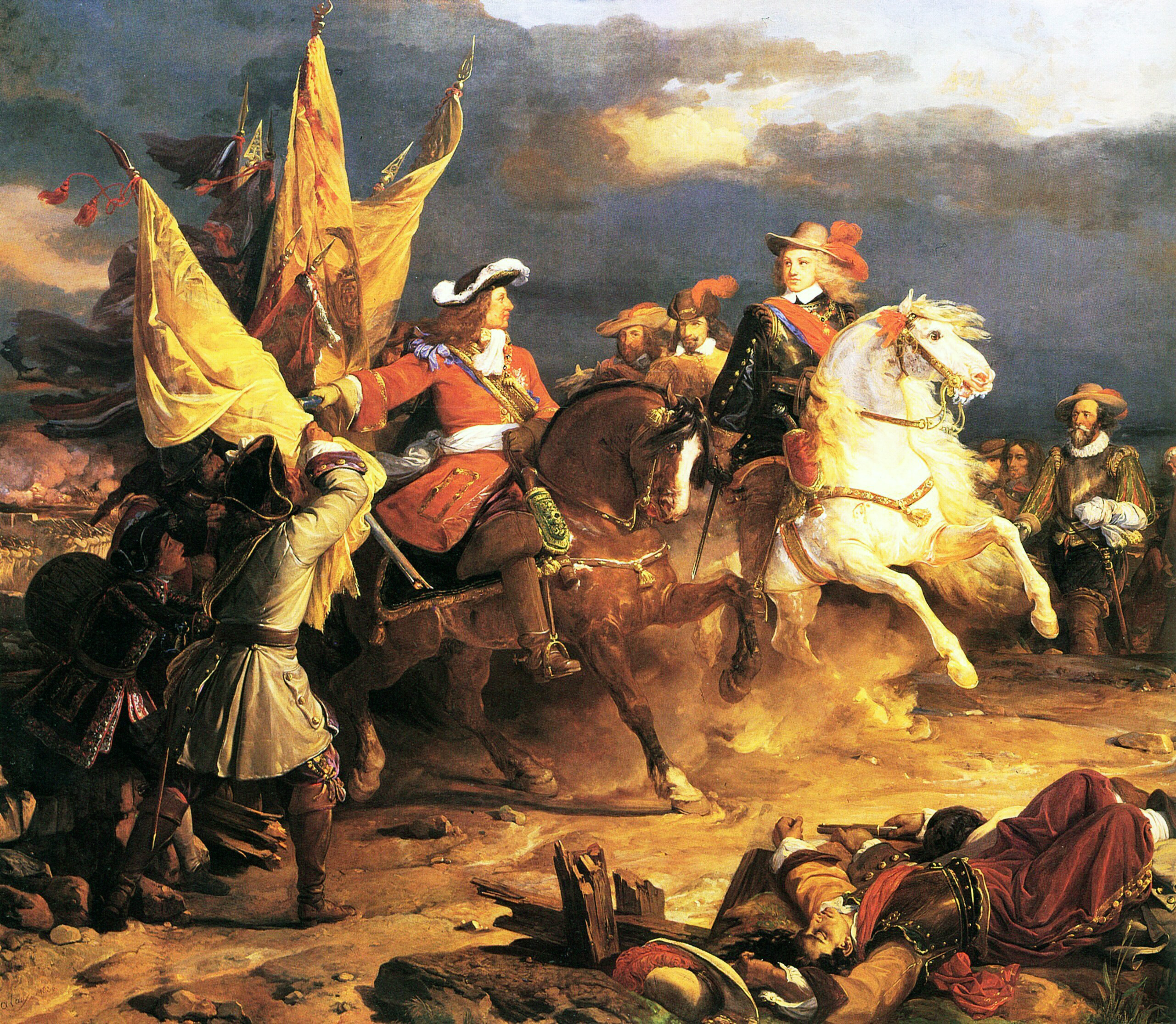
Filip Burbon i marszałek de Vendôme po zwycięstwie pod Villaviciosą (mal. Jean Alaux, 1836)

Po tym epizodzie Starhemberg przegrupował swe oddziały i odrzuciwszy jazdę Aguilara, w pościgu dokonał szarży, po zdobyciu armat nacierając na centrum przeciwnika. W zaciekłej walce, jaka się tam wywiązała, ciężkie straty podniosły burbońskie bataliony piechoty, tracąc licznych dowódców. W tej groźnej sytuacji ponowne natarcie jazdą wykonał Aguilar na prawe skrzydło aliantów, początkowo odpierające tę szarżę, lecz ostatecznie nie będące w stanie powstrzymać jego kawalerzystów, którzy zdołali rozbić szeregi tego skrzydła wojsk Starhemberga. Zbiegło się to z powrotem z pościgu kawalerii Valdecañasa, która od tyłu zaatakowała lewy szyk nieprzyjaciela. W ślad za tym centrowym oddziałom gen. Mahony udało się opanować jego działa i natrzeć resztką jazdy prawego skrzydła, uczestnicząc w zadaniu ostatecznego ciosu siłom przeciwnika. W odpowiedzi sformował on potężny czworobok wzmocniony 9 działami i zadał jeszcze znaczne straty, odpierając kolejne ataki gwardii walońskiej i wyborowej jazdy gwardii francuskiej (Maison de Roi). Toczące się już po zmroku walki umożliwiły jednak oddziałom Starhemberga schronienie się przed nieprzyjacielską konnicą w pobliskim lesie i podjęcie odwrotu przy wykorzystaniu zapadłych ciemności. 
Dragoni regimentu de Caylusa, którzy wtargnęli do jego obozu, zagarnęli 80 wozów łupów (pochodzących m.in. z kościołów Madrytu i Toledo), do grabieży przyłączyli się okoliczni mieszkańcy. Pokonani alianci, po zagwożdżeniu pozostałych im armat, odstępowali ku Saragossie, ścigani przez jazdę oddziałków de Vallejo i Bracamonte, które pochwyciły jeszcze licznych jeńców.

## Podsumowanie
W trwającej do północy batalii sprzymierzeni oprócz 2 500 jeńców i całej artylerii stracili 3 500 zabitych i rannych, Hiszpanie i Francuzi – tyleż. Spośród wyższych alianckich dowódców zginęli de Villarroel, niemiecki gen. Wetzel, portugalski hr. de Tallaga.  Według tradycyjnego przekazu Filip V miał ułożyć się do snu na polu bitwy i zbudzić się okryty zdobytymi sztandarami. W zewnętrznym odbiorze rezultat tego starcia jest niejednoznaczny: w angielskich podręcznikach historii nadal utrzymuje się, że było ono zwycięstwem, podczas gdy we francuskich triumf przypisuje się stronie burbońskiej. Współczesny historyk stwierdza, że nawet odmienne wersje stoczonych walk nie zmieniają faktu, że zwycięstwo odniosły wojska Vendôme'a i Filipa V. Można też uzasadnienie uznać, że o wyniku bitwy przesądziła kawaleria i dragoni markiza de Valdecañas i hr. de Aguilar, wykazując swą wyższość nad jazdą przeciwnika.  

## Następstwa
Oceniając historyczną doniosłość tej bitwy, francuski dyplomata markiz de Torcy zawyrokował, że „nałożyła ona koronę na głowę katolickiego króla” (tj. Filipa Burbona). Pobite wojska cesarskie kontynuowały trudny odwrót do Katalonii. W drodze były nieustannie atakowane przez miejscowych partyzantów oraz kawalerię hiszpańską. Kiedy 6 stycznia 1711 Starhemberg dotarł do Barcelony (było to jedyne miejsce w Hiszpanii, gdzie nadal uznawano władzę arcyksięcia Karola), pozostało mu zaledwie 6–7 tysięcy ludzi.
W Londynie porażki pod Brihuegą i Villaviciosą zachwiały aliancką wiarą w możność i sens absolutnego zwycięstwa, głoszonego w Anglii przez decydujące o kierunku polityki (od końca 1706), wojenne stronnictwo księcia Marlborough i hrabiego Godolphina, pod hasłem „no peace without Spain”.
Dotkliwe klęski zadane pod Brihuegą i Villaviciosą ostatecznie przesądziły o losach tronu hiszpańskiego w wojnie sukcesyjnej. Na początku 1711 postawiły one pod znakiem zapytania realność powodzenia planów sprzymierzonych na półwyspie. Arcyksięciu Karolowi po śmierci starszego brata w kwietniu 1711 przyznano tradycyjny tytuł cesarza rzymskiego.